# Cristian Sánchez
Cristian Leopoldo Sánchez Hernández (ur. 2001) – meksykański zapaśnik walczący w stylu wolnym. Brązowy medalista mistrzostw panamerykańskich w 2022. Wicemistrz panamerykański U-15 w 2016 roku.